# Ingénieur
Un ingénieur est un professionnel traitant de problèmes complexes d'ingénierie, notamment en concevant des produits, des processus si nécessaire avec des moyens novateurs, et dirigeant la réalisation et la mise en œuvre de l'ensemble : produits, systèmes ou services. L'ingénieur crée, conçoit, innove dans plusieurs domaines tout en prenant en compte les facteurs sociaux, environnementaux et économiques propres au développement durable. Il lui faut pour cela, non seulement des connaissances techniques, mais aussi économiques, sociales, environnementales et humaines reposant sur une solide culture scientifique et générale.
Ce terme – popularisé par la fonction de Vauban au service de Louis XIV – revêt des significations diverses selon les époques et les secteurs d'activité. Le terme « ingénieur » et les fonctions qui y sont reliées se sont en effet beaucoup élargies. La technicité, l'autonomie requise et les coûts importants associés à certains équipements modernes amènent parfois le remplacement de techniciens ou de professionnels qualifiés par des ingénieurs.
Le titre académique d'ingénieur ou l'exercice de la profession sont réglementés dans certains pays, à des degrés divers.

## Étymologie

### Origine du mot
Le terme en français n'est attesté, sous sa forme actuelle, qu'à partir de la Renaissance et du courant italien du designo. Ces premiers ingénieurs, véritable hommes de l'art héritiers des précurseurs médiévaux, dressent des plans descriptifs et décrivent par dessins, schémas modèles et cartes, des projets, en précisent les outils, les instruments ou les dispositifs à employer ou à manipuler avec adresse, en particulier la machinerie, et en conséquence définissent et partagent les travaux à accomplir dans un but d'efficacité et de gain de temps et de financements. Cela peut concerner par exemple divers équipements urbains, les jeux ou dispositifs hydrauliques, la machinerie d'un théâtre de fêtes princières souvent éphémères, le colossal aménagement d'un jardin d'agrément, une installation militaire… En 1559, Jacques Amyot définit ce terme de manière restrictive comme « un constructeur d'engins, de machines ». Au XVIIe siècle, l'ingénieur est surtout celui qui fournit des plans précis et techniques… pour une machine ou un ouvrage sophistiqué. Au XVIIIe siècle, il s'agit d'un titre prestigieux, associé ou non à un diplôme d'État ou un cursus d'études techniques et scientifiques, et de plus en plus spécifique à un domaine d'activité ou de contrôle (génie militaire, ponts et chaussées, mines, marine, arts et manufactures…).
Il s'agit d'une réfection latine du mot d'ancien français gigneor ou jingnor, attesté sous la plume de Guillaume de Warwick au XIIIe siècle. Outre le sens spécifiquement militaire, ce mot désigne l'ingénieur, l'ouvrier au sens noble de concepteur et réalisateur de son propre travail, mais aussi le simple ouvrier qui effectue une tâche précise ou parcellarisée, le gin, jïn ou djïn du monde paysan. La racine gïn ou gin provient d'une aphérèse de la racine composée ingěn- ou engin. Le terme ancien français engien ou enging ou ses variantes, à l'origine de notre mot français engin, est polysémique : il désigne jusqu'au XIIIe siècle surtout un talent, un savoir-faire, une persévérance d'esprit qui se retrouve dans les emplois de l'adjectif ingénieux ou du verbe s'ingénier, mais aussi par exemple dans divers registres, par exemple militaire, une machine de guerre ou paysan, une organisation d'exploitation de terres par tâches calibrées entre participants. Le mot français « engin » provient par les premières langues romanes et l'ancien français du mot latin classique de genre neutre ingěnǐum, ǐi en latin classique et qui signifie, en s'appliquant à l'homme « dispositions innées», « qualités naturelles », un « tempérament, un caractère et un esprit affirmé, avec des dispositions intellectuelles », enfin « de l'intelligence ou du talent ». Le dernier registre agricole mentionné s'explique peut-être par une lointaine métaphore guerrière ou de machinerie esclave aux champs.
Dans le registre militaire du Moyen Âge, le plus souvent mentionné par les lexicologues qui font remonter cet usage au bas-latin, les mots ancien français engigneor ou engeignor, mais aussi gigneor après l'aphérèse plus tardive, peuvent ainsi désigner un « constructeur d'engins ou de machine de guerre ou de siège ». Le mot engineor est précisément attesté au XIe siècle dans le Domesday Book. Et le mot anglais actuel engineer a simplement préservé cette appellation noble que représente le terme d'ancien français en usage dans l'ancienne cour d'Angleterre, avant sa mutation par aphérèse, mais prononcé comme il se doit en ancien français avec un n mouillé. A contrario, la réfection à partir du latin ingenium s'est imposée en France pour redonner du lustre à la dénomination.
« Espèce-ingénieur » décrit parfois des espèces animales qui modifient leur environnement en créant de nouveaux habitats (ex : le castor qui grâce à ses barrages crée des zones humides ouvertes, ou les vers de terre qui produisent l'humus, aèrent en surface, mélangent et vivifient le sol) en profondeur.

### Féminisation du mot

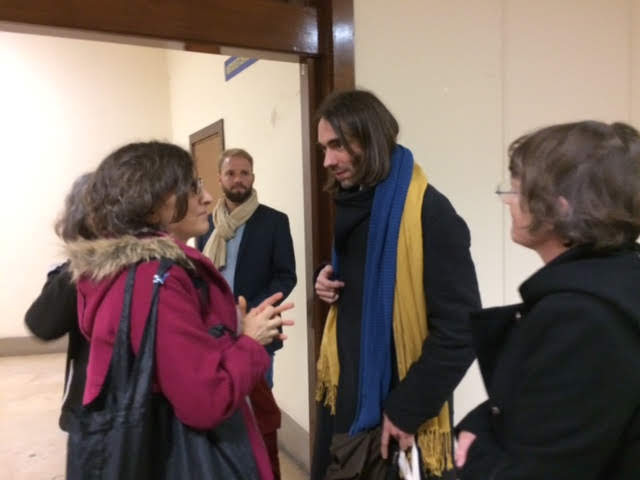
Colette Coffin (à droite), ingénieure aéronautique de formation, et Dominique Sels, maître ès mathématiques, juste après une de leurs actions inopinées du groupe d'action féministe La Barbe, visant à souligner l'absence de femmes invitées, font un bilan avec Cédric Villani, intervenant invité du colloque.

En France, l'Académie française relève vers 2014 que l'ajout d'un « e » final au mot « ingénieur », afin de former un féminin, est « contraire aux règles ordinaires de dérivation et constitue un véritable barbarisme »,. Les Éditions Larousse suivent cette remarque et préconisent dans les années 2010 l'emploi épicène, puis semblent valider ultérieurement l'orthographe « ingénieure ». L'association française des femmes ingénieurs choisit en 1982 le nom de « femme ingénieur » et le conserve depuis.
Toutefois, il existe de nombreuses utilisations du mot « ingénieure » sur le site de ladite association, ou encore dans ses opérations « Ingénieure au Féminin » ; quant à l'Office national d'information sur les enseignements et les professions (Onisep), organisme public français, il utilise l'expression « ingénieur(e) » dans ses fiches métiers. Enfin, un Comité d'études (Anne-Marie Becquer, Nicole Cholewka, Martine Coutier et Marie-Josèphe Mathieu) au sein de l'unité mixte de recherche Analyse et traitement informatique de la langue française du CNRS, mandaté par le gouvernement français de l'époque pour étudier la question, estimait correct l'usage de la forme « ingénieure » en 1999 en parallèle de l'usage épicène, position contestée, par l'Académie.
Au Québec (Canada), l'Office québécois de la langue française et l'usage est d'ajouter un « e » final au féminin. En Belgique, un décret suivi d'un arrêté suivent la position de l'Académie française en 1993. Cependant, face aux décisions canadienne et suisse, le Conseil supérieur de la langue française belge décida d'accepter également la forme avec un « e » final.

## Histoire

Objet conçu par des ingénieurs : le moteur à combustion interne et son système bielle/manivelle.

De l'Antiquité à l'Âge classique, ce sont les architectes-bâtisseurs-constructeurs-inventeurs qui sont les proto-ingénieurs, avec des figures telles qu'Imhotep, architecte de la plus ancienne pyramide à degrés du monde à Saqqarah en Égypte, Archimède, savant grec connu pour ses découvertes en mécanique (poussée d'Archimède, vis d'Archimède), les légions romaines et leurs œuvres de génie civil, les corporations de bâtisseurs des cathédrales européennes au Moyen Âge, Gutenberg et Léonard de Vinci et les inventions de la Renaissance, Denis Papin et la machine à vapeur. Au-delà de références historiques d'essence militaire, l'ingénieur apparaît, dans sa version moderne, pour l'essentiel à partir du XIXe siècle (1re révolution industrielle), où il se confirme comme un acteur de premier plan du développement industriel. Les ingénieurs, dont le nombre augmente dès lors régulièrement, se constituent ainsi, comme groupe social reconnu en France au sein de la population des cadres. Toutefois, la considération accordée aux ingénieurs varie sensiblement selon les pays : elle est ainsi, très élevée en France et en Allemagne. Elle est moindre dans les pays anglo-saxons où les ingénieurs ont un profil plus spécialisé et technique et où le terme « engineers » recouvre simultanément les profils de techniciens (e.g. maçons, électriciens) et d'ingénieurs-concepteurs.
Dans un sens vieilli, ce terme désigne donc celui qui construisait ou inventait des machines de guerre ou concevait et réalisait des ouvrages de fortification ou de siège de places fortes. Ainsi, Vauban et Léonard de Vinci étaient ingénieurs. À cette époque, l'ingénieur est en général un architecte-technicien, inventif et rationnel. Dans l'Encyclopédie de Diderot et d'Alembert, l'article concernant l'ingénieur en distingue trois types : « Les uns pour la guerre ; ils doivent savoir tout ce qui concerne la construction, l'attaque & la défense des places. Les seconds pour la marine, qui sont versés dans ce qui a rapport à la guerre & au service de mer ; & les troisièmes pour les ponts & chaussées, qui sont perpétuellement occupés de la perfection des grandes routes, de la construction des ponts, de l'embellissement des rues, de la conduite & réparation des canaux. »
Dans la 6e édition du Dictionnaire de l'Académie française (1832-1835), l'article concernant l'ingénieur, évoque, outre l'ingénieur des fortifications militaires : « Celui qui conduit quelques autres ouvrages ou travaux publics, tels que la construction et l'entretien des routes, l'exploitation des mines, etc. Ingénieur des ponts et chaussées. Ingénieur des mines. Ingénieur de la marine ou maritime. Ingénieur-constructeur de vaisseaux. Ingénieur géographe, celui qui dresse des cartes de géographie. Ingénieur pour les instruments de mathématique, Celui qui fait des instruments de mathématique. Ingénieur-opticien, celui qui fait des instruments d'optique. »
Le terme « génie » rassemble les processus et méthodes d'invention de solutions et de coordination technique permettant d'aboutir – par synthèses successives et approche pluri-disciplinaire – à des objets techniques complexes. Dans la pratique, les termes utilisés incluent : génie de l'Air, génie chimique, génie civil, génie électrique, génie génétique, génie industriel, génie logiciel, génie maritime, génie mécanique, génie physique, génie rural, génie urbain... dans des sens où en anglais on utilise le terme engineering. Le dictionnaire Hachette-Oxford donne d'ailleurs bien génie comme traduction correcte du terme engineering.
La création des grands corps techniques de l'État à partir de la Révolution française donne lieu, à l'époque contemporaine, à une définition statutaire du mot ingénieur, qui désigne dans le vocabulaire administratif les membres de ces corps. Ceux-ci conservent le titre d'ingénieur même quand leurs activités professionnelles n'ont pas de lien avec la technique. Dans les entreprises, depuis le milieu du XXe siècle, le titre d'ingénieur recouvre des réalités très diverses, parfois éloignées de la définition théorique. Il est en effet appliqué aussi bien à des fonctions techniques de réalisation ne comportant aucune responsabilité de conception ou de conduite de projet, qu'à des fonctions commerciales ou de conseil en relation avec des produits ou services à caractère technique mais dont le contenu n'est pas essentiellement technique.

## Fonctions
Acteur professionnel maîtrisant généralement les mathématiques et la physique, l'ingénieur intervient principalement dans des équipes d'ingénierie chargées du traitement et de la résolution de problèmes techniques complexes, notamment au niveau de la recherche et développement, de la conception ou de la fabrication de produits. Il apporte son expertise technique et sa créativité en tenant compte de contraintes de temps, de physique, d'énergie, de ressources, d'innovation, d'ergonomie et de respect de l'environnement et des réglementations.
Le métier d'ingénieur est très différent suivant les secteurs d'activité. Il intervient notamment dans les domaines suivants :
- recherche et développement (R&D) : métier très large consistant à concevoir de nouveaux produits. L'ingénieur peut être concepteur, calculateur, responsable des essais, comme dans l'aéronautique, responsable de la veille technologique, etc. ;
- application : l'ingénieur, dans ce cas, s'occupe de la partie industrielle. Il peut travailler pour les méthodes (définition des moyens de fabrication d'un produit), gérer les différents aspects d'une chaîne de production (approvisionnement, stock, délais, etc.), gérer les nouvelles machines et planifier les opérations de maintenance dans une usine ;
- qualité : métier transverse, la fonction de l'ingénieur est d'améliorer la qualité et la fiabilité d'un produit, d'une chaîne de production, d'un processus ;
- sécurité : métier transverse. L'ingénieur édicte les règlements de sécurité, transcrit les normes de protection en fonction du métier et vérifie leur application ;
- social : l’ingénieur social est l’expert du travail social. C'est un spécialiste des politiques publiques et sociales ;
- vente : le rôle de l'ingénieur ici est de transcrire les besoins des clients en solutions techniques réalisables.

Les principaux domaines d'applications sont les suivants :
- aéronautique
- aérospatiale
- agronomie
- automatique
- automobile
- médical
- biotechnologie
- chimie
- dronautique
- environnement, écologie
- électronique
- électrotechnique
- hydraulique
- génie civil, architecture, génie urbain
- informatique
- industrie
- matériaux
- télécommunication
- mécanique
- robotique

## Accès au titre et à la profession

### Titre ou profession
Le statut professionnel des ingénieurs est très variable selon les pays. La Fédération européenne d'associations nationales d'ingénieurs (FEANI) fait l'état en 2016 de la réglementation de la profession, dans 30 pays européens, pouvant concerner le titre académique d'ingénieur et/ou l'exercice de la profession : dans cinq pays, la profession n'est pas réglementée ; dans dix autres, le diplôme (titre) d'ingénieur seul est protégé par la loi ; dans trois pays, la profession (titre et exercice) est totalement réglementée ; dans douze pays, la réglementation ne concerne qu'une partie des ingénieurs exerçant dans des domaines spécifiques comme le génie civil.
Le niveau académique du titre d'ingénieur dépend aussi des réglementations nationales, mais des coordinations internationales ont progressivement clarifié le statut :
- au sein de l'International engineering alliance[17] (IEA), fondée en 1989, les pays signataires de l'Accord de Washington ont une formation des ingénieurs inspirée majoritairement du modèle de bachelor américain[18] ;
- dans l'espace européen de l'enseignement supérieur, depuis la mise en place du système LMD, le titre d'ingénieur se décline en deux niveaux, licence et master, correspondant respectivement aux niveaux 6 et 7 du cadre européen des certifications.

Même s'il existe des difficultés pour établir les équivalences entre titres d'ingénieurs des deux systèmes, on observe une grande convergence sur les compétences attendues des ingénieurs diplômés : d'une part, « les profils des diplômés et compétences professionnelles » pour l'IEA ; d'autre part, les « standards et lignes directrices » du label EUR-ACE pour le système européen. La convergence internationale concerne aussi les critères et les méthodes pour l'accréditation des établissements qui délivrent les diplômes d'ingénieurs, dans un document conjoint de ENAEE (Réseau européen pour l'accréditation des formations d'ingénieurs) et de l'IEA, signé en 2017, qui établit les critères de qualité reconnus par tous.

### Canada
Au Canada, le métier d'ingénieur est une profession réglementée et l'accès à la profession, ou même la simple utilisation d'un titre contenant le mot « ingénieur » ou ses dérivés, nécessite une autorisation d'exercer valide dans la province ou territoire en question. Par exemple, au Québec, le titre d'ingénieur est réglementé par l'ordre des ingénieurs du Québec (OIQ).

### France
En France, le métier d'ingénieur est une profession non réglementée, l'usage du titre d'ingénieur et l'accès à la profession sont libres. Cependant, le titre d'« ingénieur diplômé » est réglementé. La délivrance d'un titre d'ingénieur diplômé par un établissement d'enseignement supérieur (école d'ingénieurs, université, etc.) ou un organisme de formation professionnelle est soumise depuis 1934 à l'agrément de la Commission des titres d'ingénieur (CTI), qui aboutit à une habilitation par l'État prononcée par arrêté annuel,,. Un étudiant d’une école habilitée par l’État à délivrer un diplôme d'ingénieur devient après ses études « ingénieur diplômé » de l'école concernée, titre éventuellement suivi de la mention d'une spécialité. Depuis 1934, une personne usurpant le titre d'« ingénieur diplômé » est passible d’un emprisonnement d’un an et d’une amende de 15 000 €.
En 2022, environ 45 000 ingénieurs ont été diplômés, nombre qui est généralement considéré comme insuffisant par rapport à la demande.
En France, l'association Ingénieurs et scientifiques de France (IESF) gère les demandes pour l’attribution du titre « ingénieur européen » auprès de la Fédération européenne d'associations nationales d'ingénieurs (FEANI). Ce titre permet à un ingénieur d’avoir une reconnaissance européenne.
Le titre « ingénieur en » accompagné du certificat de compétence d’ingénieur professionnel (CDCIP) est quant à lui délivré par la Société nationale des ingénieurs professionnels de France (SNIPF). La SNIPF est accréditée par le Comité français d'accréditation (COFRAC). Ce titre est un label qui reconnaît qu’un individu est capable, à un moment donné, d’assurer la fonction d’ingénieur dans une spécialité précise (titre « ingénieur en » CDCIP).
Le diplôme d'ingénieur français bénéficie, depuis 2013, d'une équivalence de niveau Master aux États-Unis (Master of Science, MSc), soit une maîtrise en ingénierie. Auparavant, il était considéré comme étant l'équivalent du Bachelor of Science, le niveau minimal pour être admissible au titre réservé de Professional Engineer.
L'association Ingénieurs et scientifiques de France (IESF, anciennement CNISF et FASFID) représente les ingénieurs en France. Elle gère le « Répertoire des ingénieurs et des scientifiques », accessible en ligne sur le site de l'association et qui permet de vérifier les diplômes des personnes physiques titulaires d'un diplôme d'ingénieur, d’un diplôme national de master scientifique ou technique, d’un mastère spécialisé scientifique ou technique ou d’un doctorat scientifique dans les catégories « ingénieur diplômé » (ID) et « ingénieur universitaire master » (IUM), c’est-à-dire ceux titulaires d’un diplôme de niveau Bac+5 scientifique universitaire ou d’un titre scientifique reconnu de niveau I par France compétences, soit « ingénieur reconnu » (IR).

### Tunisie
En Tunisie, pour exercer le métier d'ingénieur, il faut être obligatoirement inscrit au tableau de l'Ordre des ingénieurs tunisiens (OIT).
L’accès aux écoles d'ingénieurs peut se faire par :
- le passage par les concours nationaux d'entrée aux écoles d'ingénieurs en quatre sections différentes :
  - Biologie/Géologie qui ouvre des horizons sur la formation d'ingénieurs, agronomes ou géologues,
  - Mathématiques/physique, Physique/Chimie et Physique/Techniques qui ouvrent des horizons sur l’ingénierie industrielle assurée par la plupart des écoles d'ingénieurs tunisiennes,
  - le Concours spécifiques d’accès aux établissements de formation d’ingénieurs qui concerne les lauréats des licences des disciplines apparentées ;
- le passage par des concours sur dossiers soit à l'institut national des sciences appliquées et de technologie de Tunisie ou à ISSAT (Sousse)[31] ;
- la poursuite d'études d'ingénieurs après diplôme de premier cycle (DEUG ou Licence) dans un établissement d'enseignement supérieur habilité privé[32].

## Formation d'ingénieur
On trouve de plus en plus de formations d'ingénieurs. Leur nombre a été multiplié par dix entre 1940 et 2015 en France et par quatre en Colombie entre 2005 et 2015.
Les formations d'ingénieurs s'internationalisent. Le nombre d'ingénieur formés varie beaucoup selon le pays : en 2006, la France forme, par l'intermédiaire des écoles d’ingénieurs, 30 000 ingénieurs par an et en 2007, les États-Unis en forment 70 000. La même année, l'Inde forme environ 350 000 ingénieurs par an et la Chine environ 600 000 ingénieurs. Précisément en raison des différences d'accès à la reconnaissance comme ingénieur, il est très difficile de mener une comparaison précise des statistiques sur le nombre d'ingénieurs entre les pays : un travailleur appelé ingénieur dans un pays pourrait être technicien dans un autre. Cet enjeu ne peut d'ailleurs pas se réduire à une hiérarchie de formations plus ou moins poussées et des choix sont faits entre spécialisation et pratiques transversales. Des « ingénieurs-techniciens » très pointus peuvent maîtriser un domaine précis de façon plus fine qu'un ingénieur à la formation généraliste et transversale.
Les formations ont aussi tendance à se standardiser, avec la notion du « bon » ingénieur, de compétence internationale.

## Aspects sociétaux

### Évolution du métier
Le livre blanc des Ingénieurs et scientifiques de France souligne que les sociétés humaines prennent conscience depuis le début du XXIe siècle de la réalité d'un monde fini, où la croissance démographique va poser des problèmes de ressources. Notamment, les émissions de CO2 ont un impact sur le climat, et il s'avère nécessaire de soumettre la totalité des actions humaines à un impératif de développement responsable. Les ingénieurs et scientifiques sont directement concernés :
- pour mesurer la réalité des faits et mettre en œuvre des techniques de suivi ;
- pour concevoir et mettre en œuvre des solutions concrètes aux nouveaux problèmes rencontrés ;
- pour accepter une modification en profondeur des pratiques de métier de l'ingénierie et de leur positionnement dans les processus décisionnels.

Cela se traduit par une participation accrue en amont aux fonctions de conception et de maîtrise d'ouvrage, dans un esprit de responsabilité sociétale et avec un rôle à repenser au sein de l'entreprise. Dans ce nouveau paradigme, les ingénieurs et les scientifiques doivent apprendre à poser les problèmes autant qu'à les résoudre.
Selon le président de l'association des Centraliens, l'ingénieur doit avoir une approche globale de toutes les problématiques qu'il est amené à traiter. Sa « compréhension des phénomènes physiques, chimiques, biologiques » est indispensable, à un moment où l'« on a tendance à oublier les réalités physiques » (usage fréquent du mot « immatériel »). L'ingénieur a en effet un schéma de pensée « analyser / caractériser / synthétiser / proposer des solutions pragmatiques » qui convient particulièrement bien pour relever les défis que notre monde va affronter dans les décennies à venir.

### Éthique de l'ingénieur
Au Québec, les ingénieurs ont un code de déontologie particulier.
En France, l'association qui représente les ingénieurs et scientifiques, Ingénieurs et scientifiques de France, a publié en 2001 une charte d'éthique, qui précise notamment dans son préambule :

« Du fait des caractéristiques propres à l'exercice de leur métier, les ingénieurs ont un comportement empreint de rigueur ; il devient de plus en plus impératif qu'ils clarifient et explicitent les repères qui servent de référence à ce comportement. »

La charte précise notamment : « L'ingénieur a conscience et fait prendre conscience de l’impact des réalisations techniques sur l’environnement ».

## Aspect social

### Les salaires des ingénieurs
En général, les ingénieurs ont des salaires relativement élevés par rapport aux salaires moyens dans leur pays respectif. Leur salaire peut cependant dépendre de la spécialité choisie, et est la plupart du temps croissant avec le temps. La croissance du salaire va également dépendre du domaine dans lequel l'ingénieur travaille. Par exemple, un ingénieur en informatique ou en mécanique peut souvent prétendre à un meilleur salaire qu'un ingénieur en sciences de l'environnement.

### L'image des ingénieurs dans la culture populaire
Le classement du National Opinion Research Center (NORC) de 1989, qui classe par prestige plus de 800 professions différentes, fait figurer à la 13e place le poste d'ingénieur en général.
Ce classement range les métiers selon l'image que les gens ont de sa valeur.
| Occupation                                                                            | Prestige |
| ------------------------------------------------------------------------------------- | -------- |
| Médecin                                                                               | 86,05    |
| Avocat                                                                                | 74,77    |
| Scientifique ou informaticien                                                         | 73,70    |
| Enseignant                                                                            | 73,51    |
| Physicien ou astronome                                                                | 73,48    |
| Chimiste                                                                              | 73,33    |
| Ingénieur chimiste                                                                    | 73,30    |
| Architecte                                                                            | 73,15    |
| Biologiste                                                                            | 73,14    |
| Scientifique en physique (classé nulle part ailleurs)                                 | 73,09    |
| Professeur                                                                            | 71,79    |
| Juge                                                                                  | 71,49    |
| Ingénieur (classé nulle part ailleurs)                                                | 70,69    |
| Chef de la direction, de l'administration générale, ou dans l'administration publique | 70,45    |
| Géologue                                                                              | 69,75    |
| Psychologue                                                                           | 69,39    |
| Manager                                                                               | 69,22    |
| Ingénieur aérospatial                                                                 | 69,22    |
| Pasteur                                                                               | 68,96    |
| Ingénieur civil                                                                       | 68,81    |

Il a été observé que quand des personnes non familières avec l'ingénierie pensent aux ingénieurs, elles ont plus souvent tendance à penser à quelqu'un qui répare quelque chose, que quelqu'un de créatif qui conçoit des solutions pratiques. Il apparaît de fait que le terme « ingénieur » regroupe de nombreux domaines d'application, ce qui contribue à l'incompréhension de ce métier.

### Diversité chez les ingénieurs

#### Les femmes dans l'ingénierie
L'ingénierie est un domaine généralement vu comme d'abord masculin par le grand public. Bien que les femmes y soient généralement beaucoup moins présentes sauf dans certaines branches précises (19,1 % de femmes étudiaient l'ingénierie aux États-Unis en 2013), leur nombre est en croissance.
La présence des femmes est cependant plus accentuée dans certains domaines de l'ingénierie que d'autres. Par exemple, aux États-Unis en 2013, 14,3 % des diplômes d'ingénieur professionnel en mécanique ou 15,7 % des diplômes d'ingénieur en aérospatial étaient décernés à des femmes, contre 46 % des diplômes d'ingénieur en environnement ou 40,8 % des diplômes d'ingénieur en biomédical qui leur ont été remis.
| Pays        | Part des femmes | Année   |
| ----------- | --------------- | ------- |
| Australie   | 14,1 %          | 2004    |
| Canada      | 18,5 %          | 2004    |
| Royaume-Uni | 9,5 %           | 2005-06 |
| États-Unis  | 19,3 %          | 2005-06 |

Certaines personnes, comme Lawrence Summers, 27e président de l'université de Harvard, ont voulu expliquer ce faible taux par une différence de capacité innée dans les sciences entre les hommes et les femmes, mais cette idée fut rapidement rejetée. Une autre explication avancée serait une influence sociale très traditionnelle, avec les garçons encouragés par leurs parents vers la technique dès leur plus jeune âge, contrairement aux filles qui seraient orientées vers des métiers plus féminins tel qu'infirmière.
On remarque également qu'en plus d'être moins nombreuses à commencer des études d'ingénierie que les hommes, les femmes ont tendance à avoir des carrières ne progressant pas autant que les hommes. Des études ont trouvé que les femmes étant mariées et ayant des enfants accédaient moins souvent aux postes les plus élevés de leur domaine que les hommes présentant les mêmes caractéristiques. Une explication avancée est le fait que les entreprises ont souvent une politique qui impose un modèle masculin de carrière, fondé sur une extrême disponibilité et sur l'auto-exclusion des femmes qui anticipent et intériorisent les contraintes familiales et domestiques.
En effet, en ce qui concerne le domaine de l'ingénierie, bien que la proportion de femmes ne cesse de s’accroître, les hommes ne se sont pas plus investis dans la sphère privée pour autant. Cela est une conséquence des responsabilités des femmes dans le foyer et d'une longue tradition dans laquelle l'homme a un rôle de travailleur-pourvoyeur ; et est un phénomène qui peut être observé dans de nombreux domaines (en France en 2013, seulement 12 % des pères ont modifié leurs activités professionnelles à la suite de la naissance d'un enfant, contre environ une femme sur deux).
Les pauses, parfois inévitables pour les femmes pour s'occuper de leurs jeunes enfants, ont des conséquences souvent néfastes sur leurs carrières : les arrêts pour cause de maternité privent souvent les femmes des années les plus importantes pour la réussite de leur carrière. De plus, le retour dans l'ingénierie est alors plus compliqué et les carrières sont ralenties et peuvent s'accompagner d'une perte d'intérêt de la femme pour le domaine dans lequel elle travaillait.
Donc, bien que les femmes soient de plus en plus nombreuses en l'ingénierie, des inégalités subsistent et ce genre de différences existent habituellement également dans l'investissement des hommes et des femmes dans leur carrière par rapport à leur vie familiale, ce qui est un facteur qui peut expliquer une partie des différences dans la réussite de leur carrière.
Différentes initiatives et organisations ont été constituées afin de renforcer la place des femmes dans des études d'ingénierie. En voici une liste partielle :
| Organisation                                                                  | Pays                                                                           |
| ----------------------------------------------------------------------------- | ------------------------------------------------------------------------------ |
| Anita Borg Institute for Women and Technology                                 | Global                                                                         |
| Women In Engineering ProActive Network                                        | États-Unis                                                                     |
| Society of Women Engineers                                                    | États-Unis                                                                     |
| Grace Hopper Celebration of Women in Computing                                | États-Unis                                                                     |
| Robogals                                                                      | Australie, Royaume-Uni, États-Unis, Afrique du Sud, Canada, Japon, Philippines |
| Women in SET                                                                  | Royaume-Uni                                                                    |
| German Association of Women Engineers (dib e.V.)                              | Allemagne                                                                      |
| Association Femmes Ingénieurs                                                 | France                                                                         |
| Association of Professional Women Engineers of Nigeria (APWEN)                | Nigeria                                                                        |
| Institute of Electrical and Electronics Engineers (IEEE) Women in Engineering | Canada                                                                         |
| Ontario Network of Women in Engineering                                       | Canada                                                                         |
| South African Women in Engineering                                            | Afrique du Sud                                                                 |
| Women in Engineering Student Society                                          | Royaume-Uni                                                                    |
| Women's Engineering Society                                                   | Royaume-Uni                                                                    |

### Associations d'étude sociale des ingénieurs
- The International Network for Engineering Studies (INES)
- Society for the History of the Technology
- Society for Philosophy and Technology
- Society for the Social Study of Science (4S)
- European Society for the Study of Science and Technology
- Société d'Anthropologie des Connaissances

## Littérature

### Quelques références
- Jules Verne a choisi comme personnage principal de son roman L'Île mystérieuse un ingénieur américain dénommé Cyrus Smith.
- Paul d'Ivoi utilise dans son roman Les Dompteurs de l'or le terme « ingénieure » au féminin pour désigner son héroïne.